# Denebola
Denebola (Beta del Lleó / β Leonis) és el segon estel més brillant en la constel·lació del Lleó, darrere de Regulus (α Leonis). La seva magnitud aparent és +2,12. S'hi troba a 35,9 anys llum de distància del sistema solar.
El nom de Denebola prové de l'àrab Al Dhanab al Rostiu i significa «la cua del lleó». Molts altres noms d'estels provenen d'aquesta mateixa arrel àrab Dhenab, entre altres Deneb (α Cygni), Deneb Kaitos (β Ceti) i Deneb Algedi (δ Capricorni). En la carta estel·lar de l'hemisferi nord de 1871 de R. A. Proctor, Denebola apareix amb el nom de Deneb Aleet.
Dafira és un nom menys utilitzat i prové de la paraula àrab que designa el floc de pèl al final de la cua del lleó, que és on està situat l'estel.
En l'astronomia babilònica, aquest estel marcava la dissetena constel·lació eclíptica, Zibbat A., «la cua del lleó», si bé existeixen certs dubtes sobre aquest tema. Altres noms atribuïts a aquest estel són Lamash, «el colós», i Sa, «blau»; a Pèrsia era coneguda com a Avdem, «la de la cua». Al costat de la veïna Chertan (θ Leonis), rebia el nom copte d'Asphulia, probablement també «la cua».

## Característiques físiques
Denebola és un estel blanc de la seqüència principal de tipus espectral A3V amb una temperatura efectiva de 8.750 K. Té una lluminositat 13,8 vegades major que la del Sol, una massa de 1,75 vegades la massa solar i un radi 1,65 vegades més gran que el radi solar. La seva velocitat de rotació és d'almenys 120 km/s, 60 vegades més ràpida que la del Sol; en conseqüència, el seu període de rotació és inferior a 0,65 dies. Amb una edat estimada inferior a 400 milions d'anys, és un estel relativament jove comparat amb el Sol, l'edat del qual és de 4.600 milions d'anys. Abans era considerada una variable Delta Scuti, actualment es pensa que la seva lluentor no varia de forma significativa.
Un excés en l'infraroig detectat indica l'existència d'un disc circumestel·lar al voltant de Denebola, similar al trobat a Vega (α Lyrae) i β Pictoris. Com es pensa que el nostre Sistema Solar es va formar a partir d'un disc semblant, Denebola pot ser un bon candidat per a la cerca de planetes extrasolars. El disc de pols té una temperatura aproximada de 120 K. Observacions d'interferometria infraroja suggereixen que existeixen dues bandes de pols; la primera començaria a una distància de ~ 0,13 ua de l'estel, estenent-se 0,3 ua, mentre que la segona començaria a ~ 13 ua, amb un ample de 6,2 ua.